# El Mango, Tierra Blanca
El Mango är en ort i Mexiko.   Den ligger i kommunen Tierra Blanca och delstaten Veracruz, i den sydöstra delen av landet, 280 km öster om huvudstaden Mexico City. El Mango ligger 196 meter över havet och antalet invånare är 255.
Terrängen runt El Mango är platt åt nordost, men åt sydväst är den kuperad. Runt El Mango är det ganska tätbefolkat, med 70 invånare per kvadratkilometer. Närmaste större samhälle är Tezonapa, 9,6 km sydväst om El Mango. Trakten runt El Mango består till största delen av jordbruksmark.